# KKnD (seria)
KKnD (Krush, Kill 'n' Destroy) – seria komputerowych gier strategicznych czasu rzeczywistego wyprodukowanych przez Beam Software. Seria składa się z: 
KKnD: Krush, Kill n' Destroy wydana w roku 1997 na DOS.
KKnD Xtreme - ulepszona wersja 1 części, dostosowana do działania pod systemem Windows z 1997 roku.
KKND2: Krossfire z 1998 roku.